# 火山公园
火山公园是以观赏火山喷发奇景为主题的特殊游览区。比较知名的火山公园有：美国夏威夷的夏威夷火山国家公园（Hawaii Volcanoes National Park ，有冒纳罗亚山和基拉韦厄山两座活火山）、新西兰汤加里罗国家公园（其中包括汤加里罗、恩奥鲁霍艾、鲁阿佩胡三座活火山）、哥斯达黎加博阿斯火山公园（包括了伊拉苏火山、博阿斯火山和阿雷纳尔火山）、中国云南的腾冲火山地质公园等。